# Tiếng Mày
Tiếng Mày là một ngôn ngữ nhỏ thuộc nhóm ngôn ngữ Chứt được sử dụng ở huyện Minh Hóa, tỉnh Quảng Bình. Nhóm ngôn ngữ Chứt là một phân nhóm của ngữ chi Việt thuộc ngữ hệ Nam Á
Tiếng Mày chưa được nghiên cứu và giải cấu trúc rõ ràng. Vấn đề mà ngôn ngữ này đang phải đối mặt là người Mày thường nói các ngôn ngữ khác hơn là ngôn ngữ của họ. Với sự mở rộng của tiếng Việt như là ngôn ngữ quốc gia của Việt Nam và sự thiếu hiểu biết về ngôn ngữ bản địa, sự ảnh hưởng của tiếng Việt đối với tiếng Mày đã đặt ngôn ngữ này vào một vị trí rất nguy cấp. Cú pháp của tiếng Mày đã được các học giả nổi tiếng Kirill Babaev và Irina Samarina liệt kê trong chuyên khảo năm 2018 của họ, sau chuyến thám hiểm Ngôn ngữ Nga-Việt đến Quảng Bình năm 2013 với sự giúp đỡ của Tiến sĩ Tạ Văn Thông và Tiến sĩ Lê Văn Trường, cùng với bản dịch cơ sở dữ liệu do Alexander Yefimov và Paul Sidwell thực hiện.